# Stethojulis terina
Stethojulis terina là một loài cá biển thuộc chi Stethojulis trong họ Cá bàng chài. Loài này được mô tả lần đầu tiên vào năm 1902.

## Từ nguyên
Từ định danh của loài trong tiếng Latinh có nghĩa là "tinh tế, thanh tú", hàm ý đề cập đến việc chúng được mô tả là một "loài đẹp".

## Phạm vi phân bố và môi trường sống
S. terina có phạm vi phân bố ở Tây Thái Bình Dương. Loài này được ghi nhận ở vùng biển phía nam Nhật Bản; phía nam Hàn Quốc; Trung Quốc (bao gồm cả đảo Hải Nam); Đài Loan; Việt Nam, bao gồm hai quần đảo Trường Sa và quần đảo Hoàng Sa. Loài chị em gần với S. terina, Stethojulis interrupta, có phạm vi phân bố ở các vùng biển còn lại của Tây Thái Bình Dương.
Loài này sống gần các rạn san hô trên nền đáy cát và đá vụn ở vùng nước nông có độ sâu từ 2 đến 7 m.

## Mô tả
S. terina có chiều dài cơ thể tối đa được ghi nhận là 12,6 cm. Chúng là một loài dị hình giới tính và lưỡng tính tiền nữ. Cá cái có nhiều kiểu màu, nhưng thường có mõm màu vàng và lốm đốm các chấm đen. Cá đực có kiểu hình tương tự S. interrupta: hai sọc xanh lam sáng băng qua rìa trên và dưới của mắt; một đường sọc dọc theo gốc vây lưng và một đường sọc ở giữa thân sau chia tách hai kiểu màu của thân trên và thân dưới.
So với S. interrupta, cá cái của S. terina có một đường sọc trắng viền đen từ sau nắp mang băng lên trên gốc vây ngực và mờ dần về sau (S. interrupta không có đặc điểm này). Cá đực của S. terina có một vệt đen mờ ở mỗi bên cuống đuôi (S. interrupta không có đặc điểm này).
Số gai ở vây lưng: 9; Số tia vây ở vây lưng: 11; Số gai ở vây hậu môn: 3; Số tia vây ở vây hậu môn: 11; Số gai ở vây bụng: 1; Số tia vây ở vây bụng: 5.